# DNS-polimeráz κ
A DNS-polimeráz κ a DNS-polimerázok Y-családjába tartozó enzim, melyet a POLK gén kódol. A transzléziós szintézisben fontos.

## Rendszertan
A DNS-polimeráz κ a DNS-polimerázok Y-családjának DinB alcsaládjába tartozik.

## Funkció
A DNS-polimeráz κ csökkenti a gyulladást és a gyulladásindukált mutagenezist dextrán-szulfát-nátrium esetén.
A hibára képes transzléziós szintézisben vesz részt a DNS-polimeráz ι-hoz hasonlóan, és extenderként működik, azonban sokkal gyorsabban – nagyjából a DNS-polimeráz ζ-hoz hasonló, a DNS-polimeráz η-nál vagy ι-nál nagyobb sebességel tud hibák után bővíteni.
Helyesen párosodott végekkel nem produktív komplexet képez, helytelenül párosodottakkal nem. Számos más Y-családbeli DNS-polimeráznál pontosabb, hibagyakorisága 10−4 és 10−3 között van, ennek ok feltehetően az aktív hely kisebb mérete a bejövő nukleozid-trifoszfáthoz és a templáthoz képest a DNS-polimeráz η-hoz képest. Ezenkívül könnyen tud timindimer 3ʹ-végi timinjével, O6-metilguaninnal vagy 8-oxoguaninnal és N2-G-adduktumokkal szemközti nukleotidokat felhasználni bővítésre. Tehát a Pol κ képes primervégi hibákból bővíteni a DNS-t nagy hatékonysággal. E hatások is segítik a benzo[a]pirén letális és mutagén hatásai elleni védelmet.
A DNS-polimeráz κ át tudja ugorni a bázismentes helyeket és az acetilaminofluorén–guanin adduktumokat, azonban a ciszplatinadduktumokat vagy a cisz-szin timindimereket nem.

## Klinikai jelentőség
A hibára hajlamos transzléziós szintézisben fontos fehérjeként mutációkat okozhat.
Carlson et al. 2006-ban a DNS-polimeráz κ-nál kimutatták, hogy normál körülmények közt nemproduktív komplexet alkot, ettől eltérőek közt nem. Ezek alapján feltehetően hibás primervégi bázispárokkal rendelkező DNS-ekre fejlődhetett ki, mint amilyenek a transzléziós szintézis bővítési lépésekor jönnek létre.
A POLK-hiányos embrionális őssejtek normálisan növekednek, UV- és röntgensugárzás-érzékenységük csak csekély mértékben tér el, ezzel szemben a benzo[a]pirénre érzékenyebbek, ezenkívül a Polk-hiányos sejtek mutációs spektruma kissé eltér.

## Inhibitorok
Bizonyos fehérje-fehérje kölcsönhatások gátlására különböző adjuvánsok használhatók. A kandezartán-cilexetil gátolja a DNS-polimeráz κ-t, a 3-O-metilfunikon szintén gátolja az Y-család polimerázait. Ezek specificitása és hatékonysága nem ismert.

## Kölcsönhatások
A DNS-polimeráz κ kölcsönhatásba léphet a REV1-gyel a REV1-kölcsönhatórégió (RIR) révén.